# Barcza
Pour l’article homonyme, voir Gedeon Barcza.
Barcza est une localité polonaise de la gmina de Masłów, située dans le powiat de Kielce en voïvodie de Sainte-Croix.